# Consórcio de Integração dos Estados do Sul e Sudeste do Brasil
O Consórcio de Integração dos Estados do Sul e Sudeste do Brasil (COSUD) é um consórcio público, sob a forma de associação pública, de natureza autárquica e interfederativa, com personalidade jurídica de direito público, formado pelos Estados de Espírito Santo, Minas Gerais, Paraná, Rio de Janeiro, Rio Grande do Sul, Santa Catarina e São Paulo.

## Histórico
O Consórcio de Integração dos Estados do Sul e Sudeste do Brasil (COSUD) foi criado em março de 2019 em Belo Horizonte. As áreas com temas discutidos são as de Meio Ambiente, Segurança Pública, Assistência Social, Cultura, Infraestrutura, Saúde, Esporte, Turismo, Mobilidade, Educação, Desenvolvimento Econômico, Inovação, Tecnologia e Eficiência na Gestão. Os Estados do COSUD possuem mais de 114 milhões de habitantes (56,5% da população do Brasil) e representam 70% do Produto Interno Bruto (PIB) do país.

## Membros
| Estado            | Capital        | PIB (em milhões de R$) (2018) | População (2022) |
| ----------------- | -------------- | ----------------------------- | ---------------- |
| Espírito Santo    | Vitória        | 138 446                       | 3 833 486        |
| Minas Gerais      | Belo Horizonte | 682 786                       | 20 538 718       |
| Paraná            | Curitiba       | 487 931                       | 11 443 208       |
| Rio de Janeiro    | Rio de Janeiro | 753 824                       | 16 054 524       |
| Rio Grande do Sul | Porto Alegre   | 470 942                       | 10 880 506       |
| Santa Catarina    | Florianópolis  | 349 275                       | 7 609 601        |
| São Paulo         | São Paulo      | 2 377 639                     | 44 420 459       |